# Église Notre-Dame de Marcillat-en-Combraille
L'église Notre-Dame est une église située à Marcillat-en-Combraille, en France.

## Localisation
L'église est située sur la commune de Marcillat-en-Combraille, dans le département français de l'Allier.

## Historique
L'édifice est inscrit au titre des monuments historiques en 1933.